# Devin Cannady
Devin Cannady (Mishawaka, 21 maggio 1996) è un cestista statunitense.

## Statistiche

### College
| Anno      | Squadra          | PG  | PT | MP   | TC%  | 3P%  | TL%  | RP  | AP  | PRP | SP  | PP   |
| --------- | ---------------- | --- | -- | ---- | ---- | ---- | ---- | --- | --- | --- | --- | ---- |
| 2015-2016 | Princeton Tigers | 29  | 0  | 22,0 | 48,5 | 45,6 | 88,9 | 2,5 | 1,2 | 1,1 | 0,2 | 11,6 |
| 2016-2017 | Princeton Tigers | 30  | 24 | 31,5 | 41,6 | 40,9 | 93,8 | 3,6 | 1,9 | 1,1 | 0,3 | 13,4 |
| 2017-2018 | Princeton Tigers | 29  | 28 | 36,7 | 45,2 | 39,4 | 88,4 | 5,4 | 1,7 | 0,8 | 0,1 | 16,7 |
| 2018-2019 | Princeton Tigers | 16  | 15 | 36,8 | 41,6 | 36,0 | 86,9 | 5,8 | 1,7 | 1,6 | 0,2 | 18,2 |
| Carriera  | Carriera         | 104 | 67 | 31,1 | 44,1 | 40,3 | 89,6 | 4,1 | 1,6 | 1,1 | 0,2 | 14,6 |

### NBA

#### Regular Season
| Anno      | Squadra       | PG | PT | MP   | TC%  | 3P%  | TL%  | RP  | AP  | PRP | SP  | PP   |
| --------- | ------------- | -- | -- | ---- | ---- | ---- | ---- | --- | --- | --- | --- | ---- |
| 2020-2021 | Orlando Magic | 8  | 0  | 9,3  | 39,3 | 37,5 | 85,7 | 0,6 | 0,1 | 0,6 | 0,1 | 4,3  |
| 2021-2022 | Orlando Magic | 5  | 0  | 29,0 | 34,1 | 40,5 | 71,4 | 1,2 | 2,0 | 1,0 | 0,6 | 10,0 |
| Carriera  | Carriera      | 13 | 0  | 16,8 | 36,1 | 39,6 | 78,6 | 0,8 | 0,8 | 0,8 | 0,3 | 6,5  |

### G League
| Anno       | Squadra          | PG  | PT  | MP   | TC%  | 3P%  | TL%  | RP  | AP  | PRP | SP  | PP   |
| ---------- | ---------------- | --- | --- | ---- | ---- | ---- | ---- | --- | --- | --- | --- | ---- |
| 2019-2020  | Long Island Nets | 40  | 30  | 31,0 | 40,8 | 35,8 | 91,4 | 3,9 | 2,8 | 1,2 | 0,3 | 14,4 |
| 2020-2021† | Lakeland Magic   | 13  | 9   | 25,8 | 42,6 | 40,0 | 100  | 2,8 | 2,7 | 0,7 | 0,2 | 11,7 |
| 2021-2022  | Lakeland Magic   | 16  | 11  | 26,5 | 45,8 | 46,8 | 95,7 | 2,9 | 1,9 | 0,4 | 0,3 | 15,8 |
| 2022-2023  | South Bay Lakers | 48  | 45  | 30,1 | 41,2 | 36,0 | 88,1 | 2,7 | 2,5 | 0,9 | 0,5 | 12,6 |
| 2023-2024  | Birm. Squadron   | 41  | 9   | 26,5 | 39,9 | 37,2 | 90,6 | 2,9 | 2,3 | 1,0 | 0,4 | 9,4  |
| Carriera   | Carriera         | 158 | 104 | 28,7 | 41,5 | 37,7 | 91,0 | 3,1 | 2,5 | 0,9 | 0,4 | 12,5 |

## Palmarès

### Squadra
- Campione NBA G League (2021)

### Individuale
- NBA G League Finals MVP (2021)